# Christoph Gudermann
Christoph Gudermann (Vienenburg, 25 de março de 1798 — Münster, 25 de setembro de 1852) foi um matemático alemão.
Foi professor escolar, assim como seu pai, após graduar-se em matemática pela Universidade de Göttingen, onde doutorou-se sob a orientação de Bernhard Thibaut.
Foi inicialmente professor escolar em Kleve, depois em Münster. Karl Weierstrass foi seu discípulo nesta época, estudando dentre outras disciplinas funções elípticas, a única escola onde então ministrava-se este assunto, ao qual Weierstrass mais se dedicou. Gudermann introduziu o conceito de convergência uniforme em um artigo de 1838 sobre funções elípticas.